# Kozîn, Rojîșce
Kozîn (în ucraineană Козин) este un sat în comuna Rudka-Kozînska din raionul Rojîșce, regiunea Volînia, Ucraina.

## Demografie
Componența lingvistică a localității Kozîn
     Ucraineană (99,23%)
     Alte limbi (0,77%)
Conform recensământului din 2001, majoritatea populației localității Kozîn era vorbitoare de ucraineană (99,23%), existând în minoritate și vorbitori de alte limbi.